# Pásztor (családnév)
A Pásztor családnév a társadalmi helyzetre, szerepre utaló családnevek csoportjába tartozik. Azon belül a foglalkozásra, tisztségre, munkaviszonyra, tevékenységre utaló nevek közé, ahová az Ács, Asztalos, Halász, Hajdu, Szücs, Szűcs, Kovács, Molnár, Szabó, Varga, Papp, Takács, Lakatos, Mészáros nevek is.
Az állatok őrzője jelentésű pastor vagy pastur szó az indoeurópai nyelvek többségében megtalálható. A magyarba valamelyik szomszédos szláv nyelvből kerülhetett. A XVI. század folyamán kialakult a szónak egy átvitt értelmű használata, mint vezető személy, gondviselő, lelkek őrzője, pap. A családnevek kialakulásánál inkább az előbbi jelentés lehetett az alap.
Ehhez hasonló jelentésű külföldi családnév: Shepherd (angol), Pastor (spanyol) .

## Nevezetes személyek
- Pásztor Erzsi színművésznő
- Pásztor Béla költő, jogász
- Pásztor János szobrászművész
- Pásztor István operatőr
- Pásztor László politikus
- Pásztor Bence ifjúsági világbajnok kalapácsvető
- Pásztor Anna énekesnő, előadóművész, színész

“Családnévrokon”:
- Juan Carlos Pastor, a Pick Szeged edzője